# Copa Colsanitas 2008
Copa Colsanitas 2008 — жіночий тенісний турнір, що проходив на відкритих кортах з ґрунтовим покриттям. Це був 11-й за ліком Copa Colsanitas Santander. Належав до турнірів 3-ї категорії в рамках Туру WTA 2008. Відбувся на арені Club Campestre El Rancho у Боготі (Колумбія) і тривав з 18 до 24 лютого 2008 року. Кваліфаєр Нурія Льягостера Вівес здобула титул в одиночному розряді й отримала 29 тис. доларів США.

## Фінальна частина

### Одиночний розряд
Нурія Льягостера Вівес —  Марія Емілія Салерні, 6–0, 6–4
- Для Вівес це був 1-й титул за рік і 2-й - за кар'єру.

### Парний розряд
Івета Бенешова /  Бетані Маттек-Сендс —  Єлена Костанич-Тошич /  Мартіна Мюллер, 6–3, 6–3